# Kirche Hatzbach
Die evangelische Kirche von Hatzbach befindet sich in Hatzbach, einem zu Stadtallendorf gehörenden Haufendorf im hessischen Landkreis Marburg-Biedenkopf. Die Kirchengemeinde gehört zum Pfarramt Josbach im Kirchenkreis Kirchhain im Sprengel Marburg der Evangelischen Kirche von Kurhessen-Waldeck.

## Architektur
Die Kirche wurde gegen Ende des 15. Jahrhunderts im spätgotischen Baustil errichtet. Allerdings ist heute nicht viel von der ursprünglichen Bausubstanz zu sehen, da im Jahre 1785 die baufällig gewordene Kirche abgerissen und neu errichtet werden musste. Der Chor mit dem Tabernakel blieb als einziges vom ersten Kirchenbau erhalten.

## Geschichte

### Entstehungsgeschichte

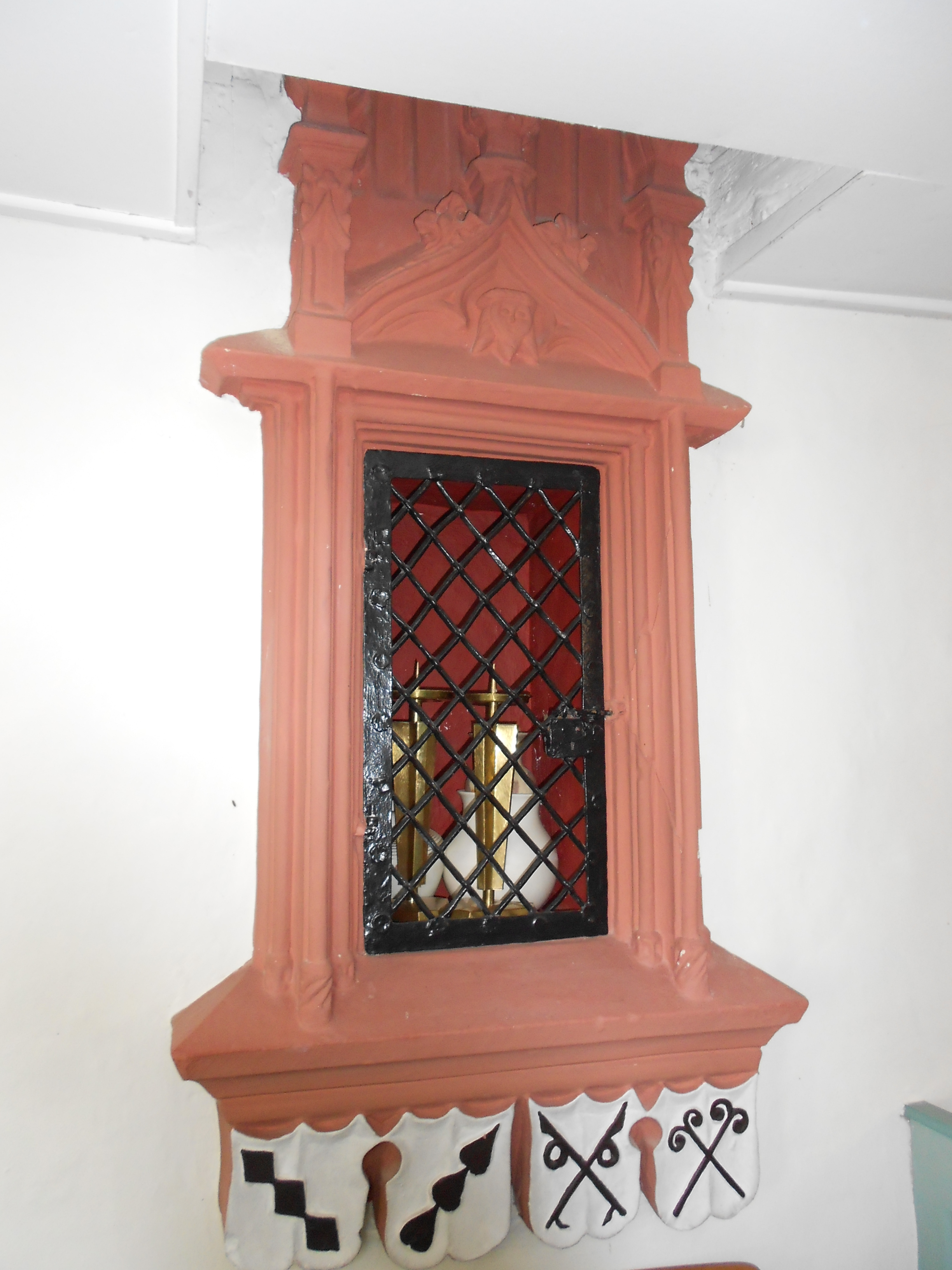
Tabernakel mit Wappen

Anno 1485 bis 1490 wurde durch Philipp I. von Knoblauch zu Hatzbach die erste Kirche in Hatzbach errichtet. Dabei ließ er auf der Außen- und Innenseite des Chores das Heiratswappen seiner 2. Ehe anbringen, was noch heute sichtbar ist. Hierbei handelt es sich um den sogenannten „Milchlingschen Wappenschild“, der drei querheruntergehende Herzen zeigt. Sie befinden sich außen auf der Südseite der Fassade und innen an der Nordseite am Tabernakel. Es wird vermutet, dass die Einwohner Hatzbachs zuvor in Elmsdorf den Gottesdienst besuchten.

### Geschichte des Gebäudes
Bis zur Reformation, welche Philipp der Großmütige in Hessen, und in der Gegend Hatzbach Philipp IV. von Knoblauch (* ca. 1504; † 1565), im Besonderen vorantrieben, wurde in der Kirche katholischer Gottesdienst abgehalten. Bis 1526 hatte man deshalb auch einen eigenen Geistlichen. Das Vikariat Hatzbach gehörte bis 1626 zu Josbach. Danach wurde es im Rahmen der Marburger Erbschaft von der Hessen-Darmstädter Linie in Anspruch genommen und dem Kirchspiel Speckswinkel zugerechnet. Nach dem Abschluss des Westfälischen Friedens zurückgegeben, bestand die alte Verbindung allerdings noch bis 1673, bevor es endgültig 1685 wieder an Josbach zurückfiel.
Im Jahre 1785 wurde die Kirche von Heinrich Ludwig von Knoblauch zum Teil abgerissen und neu errichtet. Nur der Chor blieb als Teil des ursprünglichen Gebäudes stehen, wovon heute der erste Tabernakel sowie das o. g. Heiratswappen zeugen.

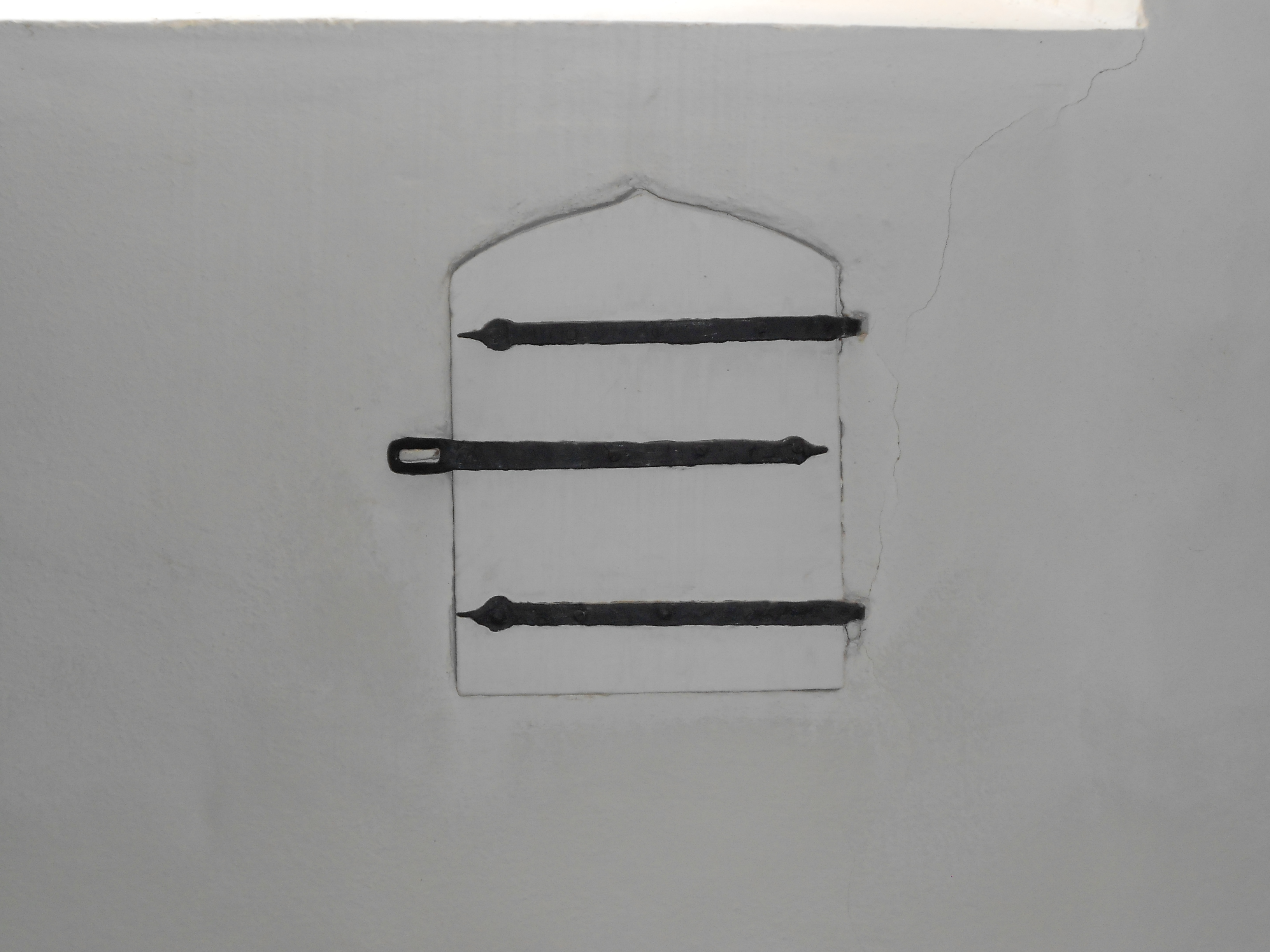
Erster Tabernakel

Im Jahre 1954 renovierte man den Innenraum der Kirche sowie die Empore, der besseren Lichtverhältnisse wegen. Eine weitere Renovierung folgte in den Jahren 1964–1967.

## Orgel
Die erste Orgel wurde 1851 vom Orgelbauer Carl Jakob Ziese aus Ellingerode, möglicherweise gemeinsam mit seinem Vater Friedrich Ziese, gebaut und eingeweiht. 1876/1877 wurde sie vom Orgelbauer Peter Dickel aus Treisbach aufgrund eines Wasserschadens repariert. Ab dem 10. Dezember 1924 ersetzten neue Prospektpfeifen die im Ersten Weltkrieg für die Rüstungsindustrie abgelieferten originalen Pfeifen.
Die heutige Orgel stammt aus dem Jahre 1976 und wurde von der Licher Orgelbaufirma Förster & Nicolaus angefertigt. Der dreiteilige flache Prospekt von Ziese mit querrechteckigem Mittelfeld und zwei hochrechteckigen Seitenfeldern blieb erhalten. Die Pfeifenflachfelder werden nach oben durch geschwungene, durchbrochene Schleierbretter abgeschlossen. Im Pedal wurde der Subbass 16′ aus der Vorgängerorgel übernommen. Die einmanualige Schleifladenorgel mit mechanischer Spiel- und Registertraktur verfügt über neun Register, die auf einem Manual und Pedal verteilt sind. Die Disposition lautet wie folgt:
| I Manual C–     |    |
| Gedackt         | 8′ |
| Rohrflöte       | 8′ |
| Prinzipal       | 4′ |
| Blockflöte      | 4′ |
| Oktave          | 2′ |
| Sesquialtera II |    |
| Mixtur III      |    |

| Pedal C–   |     |
| Subbass    | 16′ |
| Choralbass | 8′  |

- Koppeln: I/P

## Interessantes

### Die Glocke
1892 wurde eine der zwei Glocken durch zwei neue ersetzt, da eine gesprungen war. Somit läuteten ab da drei Glocken zum Kirchgang. Im Zuge der Reparationen nach dem Ersten Weltkrieg mussten die zwei größten Glocken abgegeben und eingeschmolzen werden.
1924 erwarb man deshalb von der Glockengießerei Ulrich zwei neue Glocken. Diese wurden im Zweiten Weltkrieg eingeschmolzen und wiederum 1950, durch Gemeindespenden finanziert, neu angeschafft. Gegossen wurden sie in der Glockengießerei Junker in Brilon.

### 750-Jahr-Feier
Im Jahre 2012 fanden vom 8. bis 13. August 2012 in Hatzbach die Feierlichkeiten zum 750-jährigen Jubiläum statt. In diesem Zusammenhang wurde von Herrn Vahl ein eigenes Wappen entworfen, welches, heraldischer Konvention folgend, das Wappen der Familie von Knoblauch mit den drei Pflugscharen, die Hatzbach und ein Mühlenrad (Symbol für die Mühlen in der Gemarkung) zeigt.

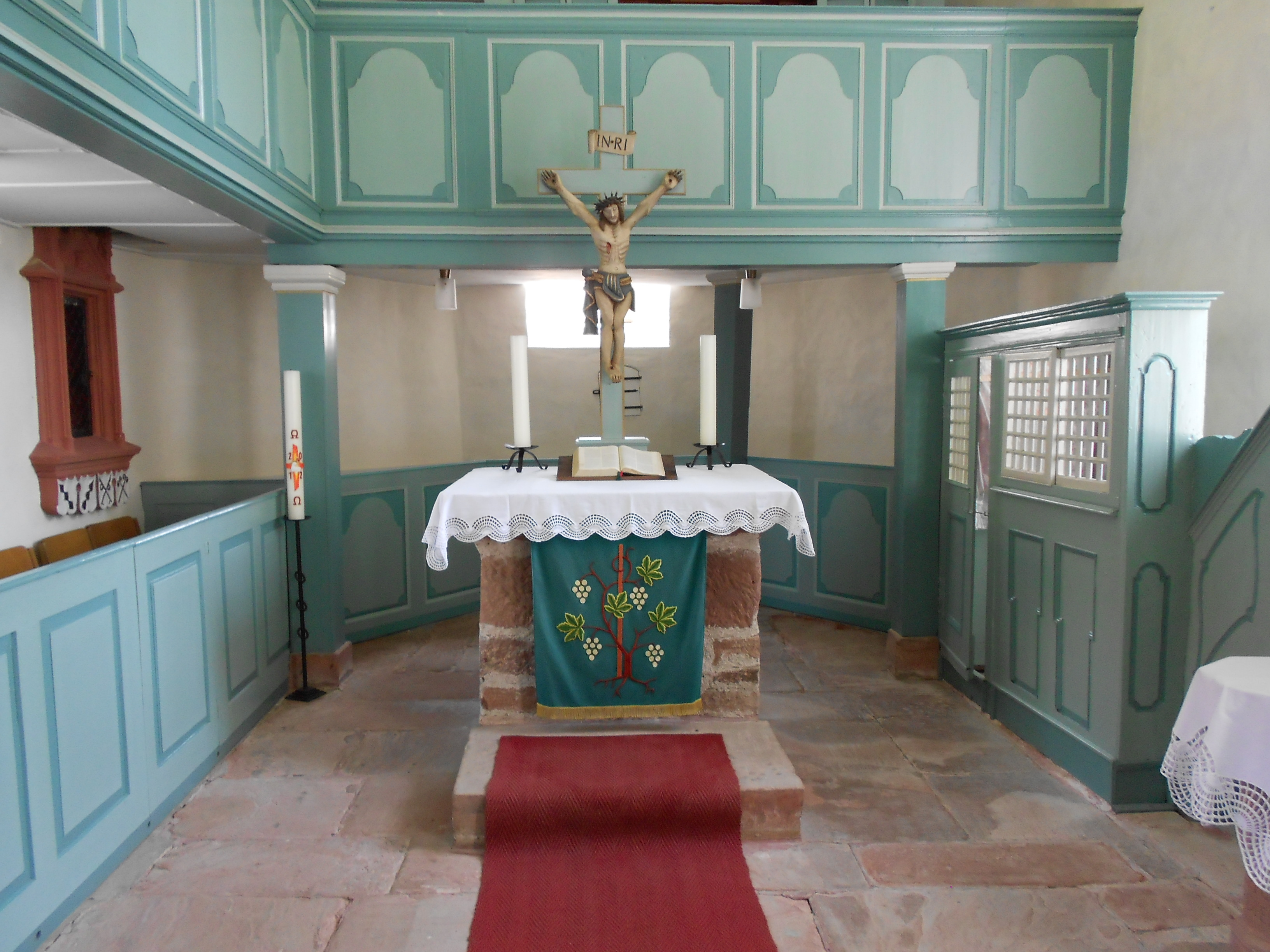
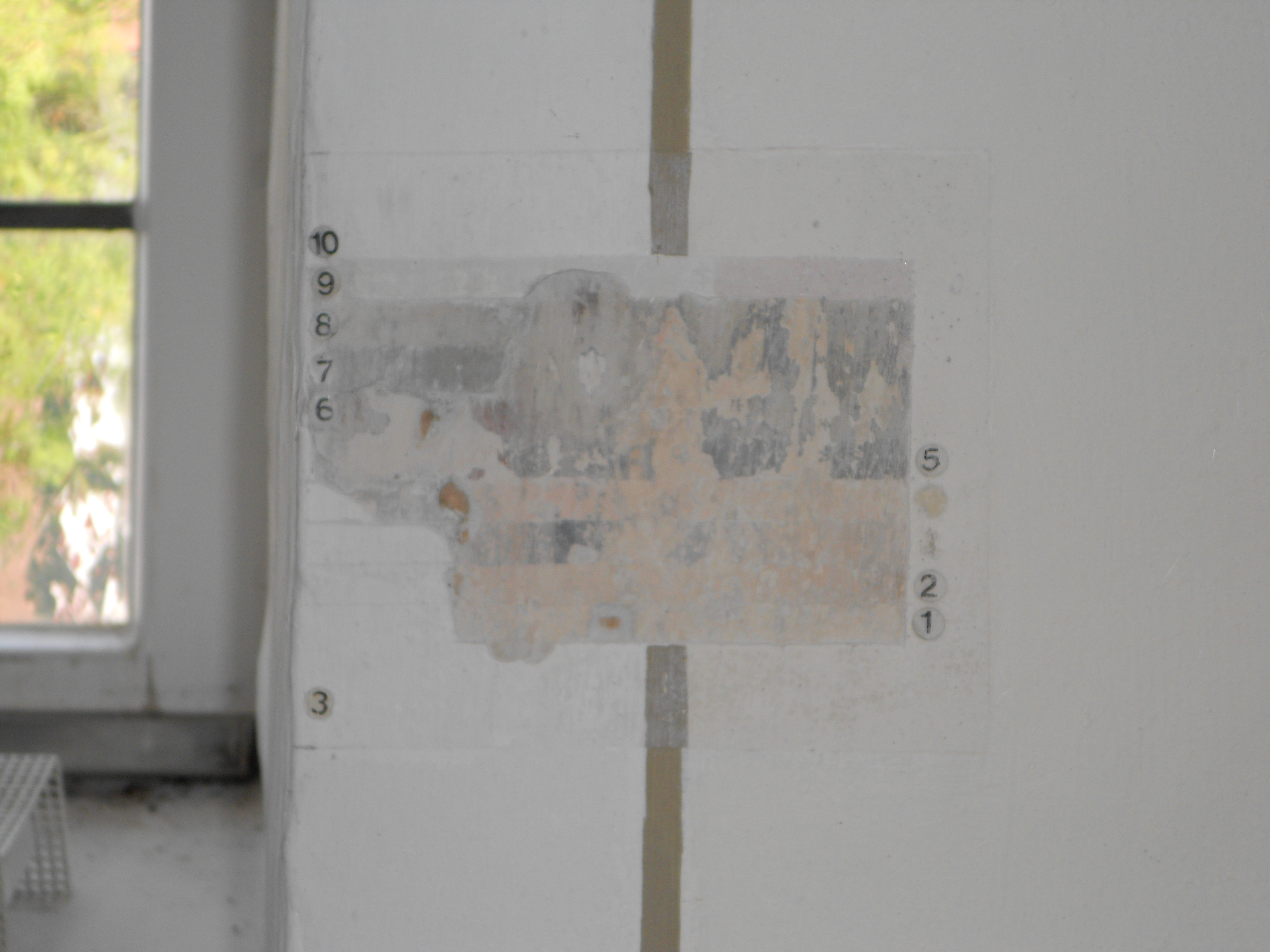
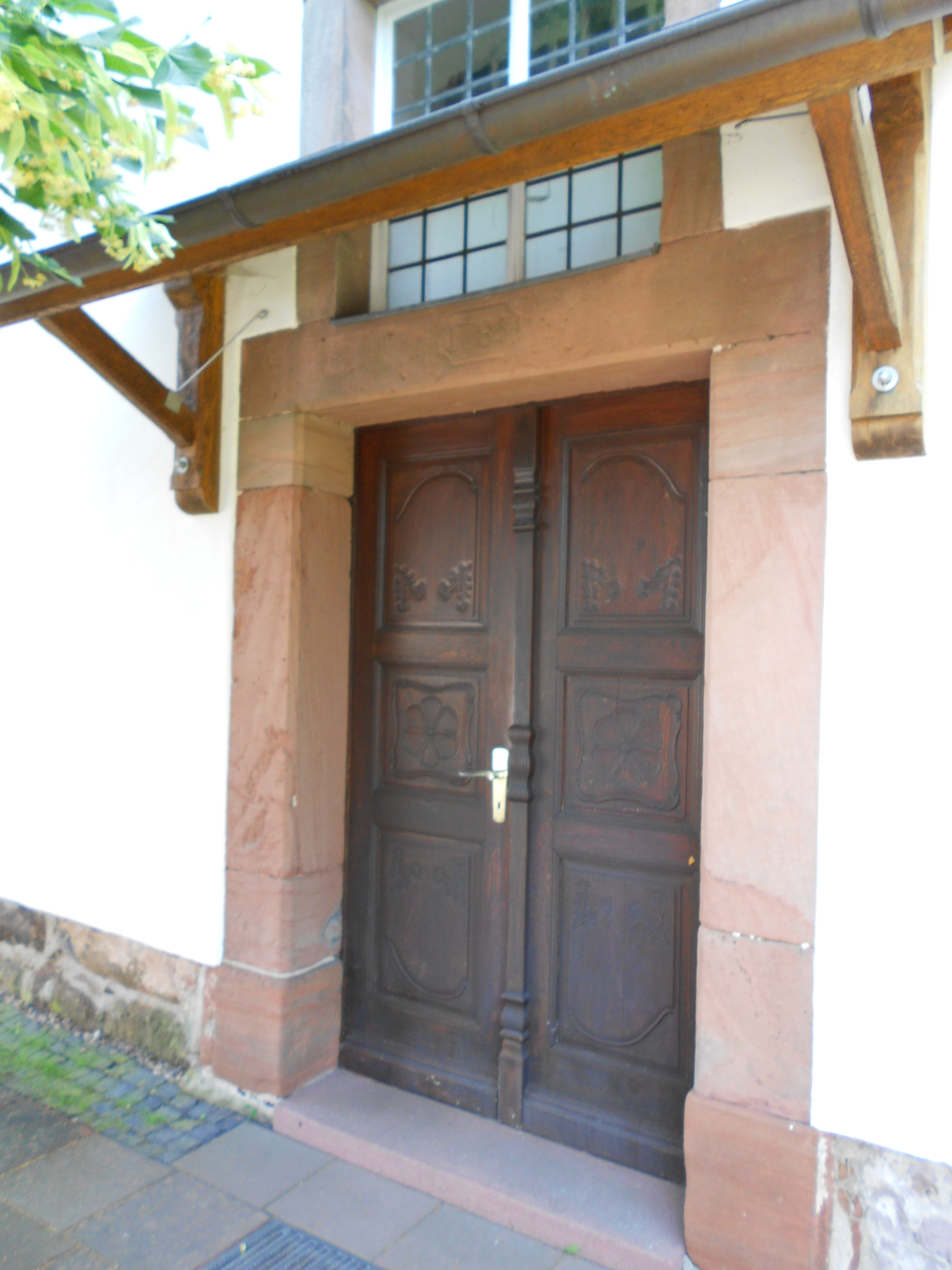
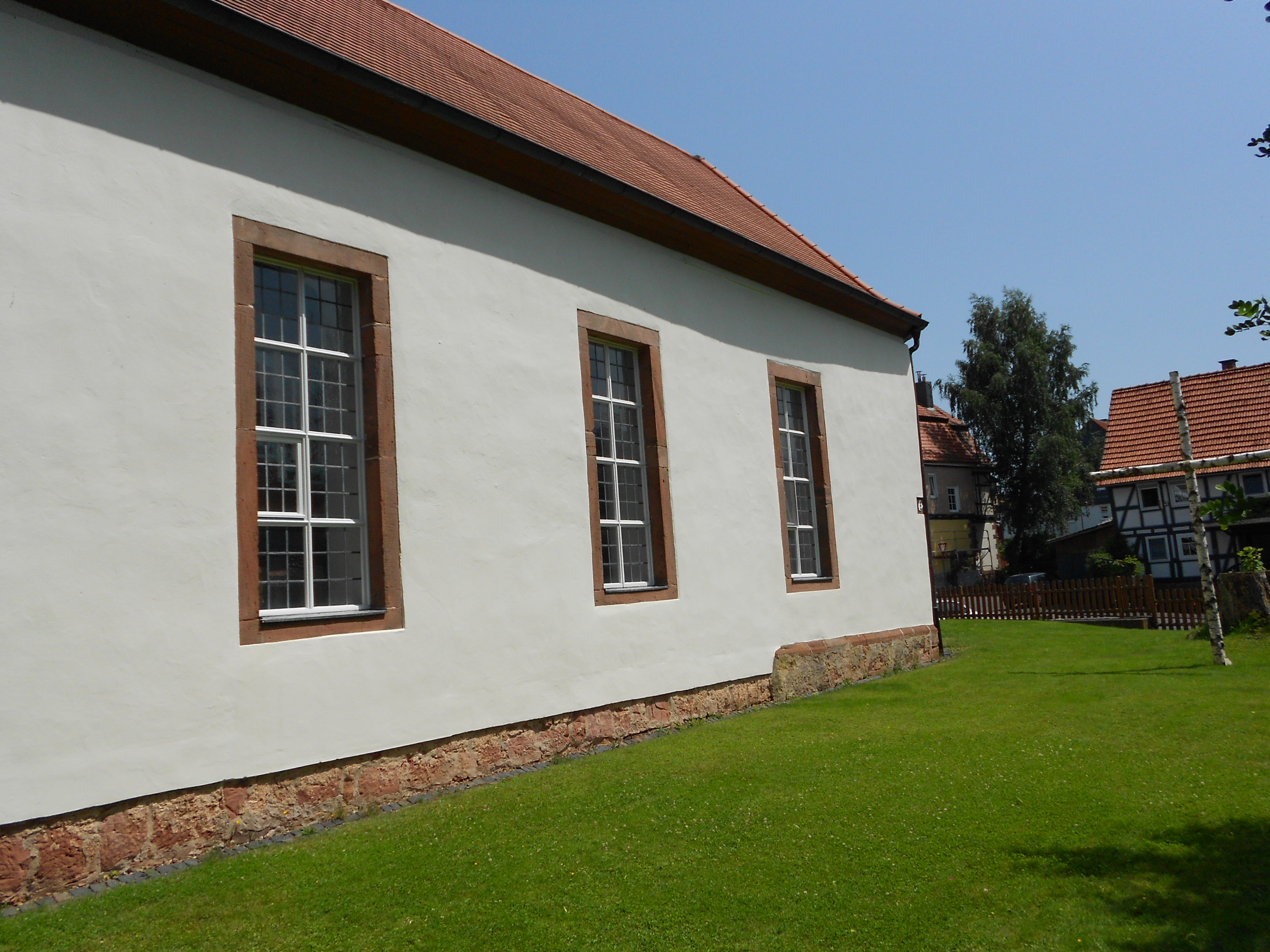

## Nachweise
1. ↑  „Urkunden von Knoblauch zu Hatzbach“ (HStAM Bestand Urk. 124). In: Archivinformationssystem Hessen (Arcinsys Hessen), abgerufen am 25. Juni 2012.
2. ↑  Die 5 Tugenden zu Hatzbach. Abgerufen am 25. Juni 2012.
3. ↑  Milchling.
4. ↑  Erwähnung Elmsdorfs (HStAM Bestand 17 e). In: Archivinformationssystem Hessen (Arcinsys Hessen), abgerufen am 25. Juni 2012.
5. ↑  W. Bach: Kirchenstatistik der evangelischen Kirche im Kurfürstenthum Hessen, Cassel 1835 (S. 690ff). Abgerufen am 29. Juni 2012.
6. ↑  Pfarrarchiv Josbach, Findbuch, Nr. 166 + 265.
7. ↑  Festschrift zur 700-Jahrfeier des Dorfes Hatzbach am 14., 15. und 16. Juli 1962.
8. ↑  Oberhessische Presse vom 21. Oktober 1976.
9. 1 2  Private Website über Hatzbach
10. ↑  Ansprechpartner Hessisches Staatsarchiv. Archiviert vom Original (nicht mehr online verfügbar) am 1. März 2014; abgerufen am 29. Juni 2012.  Info: Der Archivlink wurde automatisch eingesetzt und noch nicht geprüft. Bitte prüfe Original- und Archivlink gemäß Anleitung und entferne dann diesen Hinweis.